# 11263 Pesonen
11263 Pesonen è un asteroide della fascia principale. Scoperto nel 1979, presenta un'orbita caratterizzata da un semiasse maggiore pari a 2,8983325 UA e da un'eccentricità di 0,3804943, inclinata di 25,20212° rispetto all'eclittica.